# Wedge Tomb von Kilbeg (Galway)
Der Rest des Wedge Tomb von Kilbeg befindet sich im Townland Kilbeg (irisch An Choill Bheag) neben einem Bauernhaus, an der R339, etwa 2,0 km nordöstlich von Monivea, (irisch Muine Mhea) im County Galway in Irland.
Das Wedge Tomb liegt auf einem schmalen Plateau, das nach Südwesten sanft abfällt. Wedge Tombs (deutsch „Keilgräber“), früher auch „wedge-shaped gallery grave“ genannt, sind ganglose, mehrheitlich ungegliederte Megalithbauten der späten Jungsteinzeit und der frühen Bronzezeit.
Das Nordost-Südwest orientierte Wedge Tomb besteht aus einem Kammerrest, der von einem rechteckigen Deckstein von etwa 2,0 m Länge, 1,1 m Breite und 0,4 m Dicke bedeckt ist. Er wird durch drei Seitensteine auf der Nord- und einen Stein auf der Südseite unterstützt.